# Вал Верди (Калифорнија)
Вал Верди (енгл. Val Verde) насељено је место без административног статуса у америчкој савезној држави Калифорнија.

## Демографија
По попису из 2010. године број становника је 2.468, што је 996 (67,7%) становника више него 2000. године.
| Група             | 2000.       | 2010.         |
| Белци             | 592 (40,2%) | 737 (29,9%)   |
| Афроамериканци    | 63 (4,3%)   | 105 (4,3%)    |
| Азијати           | 24 (1,6%)   | 48 (1,9%)     |
| Хиспаноамериканци | 760 (51,6%) | 1.507 (61,1%) |
| Укупно            | 1.472       | 2.468         |